# 1946 en hockey sur glace
Cette page présente les éléments de hockey sur glace de l'année 1946, que ce soit d'un point de vue rencontres internationales ou championnats nationaux. Les grandes dates des différentes compétitions sont données ainsi que les décès de personnalités du hockey mondial.

## Amérique du Nord

### Ligue nationale de hockey
- Les Canadiens de Montréal remportent la Coupe Stanley.

## Europe

### Compétitions internationales
- Le LTC Prague remporte la Coupe Spengler.

### Allemagne
Pas de championnat disputé.

### Finlande
- L'Ilves Tampere est champion de Finlande[1].

### France
- Chamonix champion de France.

### Hongrie
- Le BKE Budapest est champion de Hongrie[2].

### Pologne
- Le Cracovia Kraków est champion de Pologne[3].

### Tchécoslovaquie
Le LTC Prague remporte son neuvième titre de champion de Tchécoslovaquie en remportant les cinq matchs de la première phase ainsi que la finale contre le I. ČLTK Prague, premiers de l'autre groupe.

### URSS
L'Union soviétique voit la création de son premier championnat. Ce premier championnat est joué en l'espace d'un mois entre le 22 décembre pour se terminer le 20 janvier 1947. La position officielle des dirigeants du pays est d'organiser une compétition nationale afin de pouvoir jouer contre les autres nations du hockey et donc le premier championnat regroupe 9 équipes dont des équipes de l'Armée rouge : le CDKA Moscou - le club club sportif central de l'armée - le VVS MVO Moscou - club de l'armée de l'air - et également deux équipes d'officiers de l'armée - les Dom ofitserov. Des équipes des milices soviétiques sont également engagées, ce sont les équipes nommées Dynamo. Lors de la phase finale, chaque équipe va gagner deux matchs en perdre deux et finalement c'est Arkadi Tchernychev et son équipe du Dynamo Moscou qui remporte le premier titre de champion à la différence de buts : le Dynamo affiche 10 buts pour et 6 contre, le CDKA 5 pour et 6 contre tandis que le Spartak en compte 4 pour et 7 contre.

### Suède
- L'AIK Solna est champion de Suède[7].

### Suisse
- Le HC Davos remporte le championnat de Suisse.

## International
- Avril : au congrès de Bruxelles, il est décidé de partager la présidence de la Ligue Internationale de Hockey sur Glace entre l'Europe et l'Amérique, compromis trouvé afin de contenter le Canada qui, revenu au sein de la LIHG, veut le pouvoir. Au cours de ce congrès, on a également décidé du sort des vaincus de la guerre : l'Allemagne et le Japon sont « exclus sans réserve », mais leurs alliés considérés comme seulement « complices » sont réadmis : c'est ainsi le cas de l'Autriche, (représentée par le résistant Fleischer) et l'Italie, avec une nouvelle fédération, la FIHG[8].
- 1er septembre : au congrès de Zurich, l'anglais devient la seconde langue officielle de la LIHG, même si le français reste dominant. Apparition du sous-titre IIHF en plus du sigle officiel LIHG[8].

## Autres évènements

### Fondations de club
- CSKA Moscou (Russie)
- Dynamo Moscou (Russie)
- Kärpät Oulu (Finlande)
- SC Langenthal (Suisse)
- SCL Tigers (Suisse)
- SKA Saint-Pétersbourg (Russie)
- HC Spartak Moscou (Russie)
- TH Unia Oświęcim (Pologne)

### Fins de carrière
- Des Smith

### Naissances
- 1er janvier : Viktor Polupanov.
- 22 janvier : Serge Savard.
- 18 avril : Oldřich Macháč († 10 août 2011).
- 20 mai : Craig Patrick.
- 3 septembre : Gerry Meehan.
- 10 octobre : Peter Mahovlich.
- 4 novembre : Rudi Hiti.
- 24 novembre : Josef Augusta.

### Décès
- 10 octobre : Lorne Chabot